# Terenure
Terenure (irisch Tír an Iúir; deutsch: „Land der Eibe“) ist ein städtisches Quartier von Dublin. Das Gebiet erstreckt sich größtenteils im Bereich der City of Dublin, lediglich der südwestliche Zipfel (um Bushy Park House und südwestlich Our Lady’s Secondary School) ist Teil des County South Dublin. 

## Lage
Terenure liegt etwa vier Kilometer südwestlich des Stadtzentrums von Dublin und erstreckt sich von der südlichen Grenze, der Dodder, einem Zufluss der Liffey. 
Es liegt zwischen den Quartieren Harold’s Cross, Rathgar, Rathfarnham, Templeogue, Perrystown und Kimmage. In Terenure kreuzen sich die R114, die R137 und die R818. 

## Geschichte
Das Gebiet von Terenure wurde 1215 von Johann Ohneland als Lehen an die Barnewell-Familie gegeben. 1652 wurde das Land auf Veranlassung von Oliver Cromwell konfisziert. Neben einer Burg und einer Mühle bestanden weitere fünf Gebäude. Nach Wiederherstellung der Monarchie gab Charles II. das Lehen an Richard Talbot, 1. Earl of Tyrconnell. Dieser verkaufte Land an Joseph Deane, der die Burg in ein Herrenhaus umwandelte. Er verkaufte 1789 wiederum an Abraham Wilkinson. Das Herrenhaus war bereits 1785 von Robert Shaw Sr. erworben worden. 
Dessen Enkel, Robert Shaw, 2. Baronet, verkaufte das Herrenhaus an Frederick Bourne und zog in das gegenüberliegende Bushy Park House, das im 17. Jahrhundert durch Arthur Bushe of Dangean errichtet worden war. Nach dem Erwerb des Gebäudes durch die Karmeliten wurde aus dem Herrenhaus Terenure College.
Das 1785 für Barry Yelverton, 1. Viscount Avonmore,  Chief Baron of the Irish Exchequer, errichtete Fortfield House wurde 1934 vollständig abgerissen. 
Am 2. Januar 1941 wurde Terenure von der deutschen Luftwaffe bombardiert, dabei wurden zwei Häuser zerstört und sieben Menschen verletzt.

## Gotteshäuser
Neben der bekannten St. Joseph’s Church, in der James Joyce getauft wurde, findet sich hier eine Synagoge (Dublin Hebrew Congregation) und die Kirche Jesu Christi der Heiligen der Letzten Tage. Die Herz-Jesu-Missionare haben hier eines ihrer beiden Provinzhäuser in Irland.

## Infrastruktur
Zur Erholung dient der Eaton Square Park, der Freizeit die zahlreichen Sportanlagen am Bushy Park und am Terenure College. Zahlreiche Schulen sind im Quartier untergebracht (St. Joseph’s National School, Our Lady’s Secondary School). 

## Persönlichkeiten
- James Joyce (1882–1941), Schriftsteller, hier getauft
- Dave Allen (1936–2005), Comedian
- Donal McCann (1943–1999), Schauspieler
- Mick Dowling (* 1946), Boxer, Olympiateilnehmer 1968 und 1972
- Susan McKeown (* 1967), Sängerin
- Mitglieder der Band The Coronas

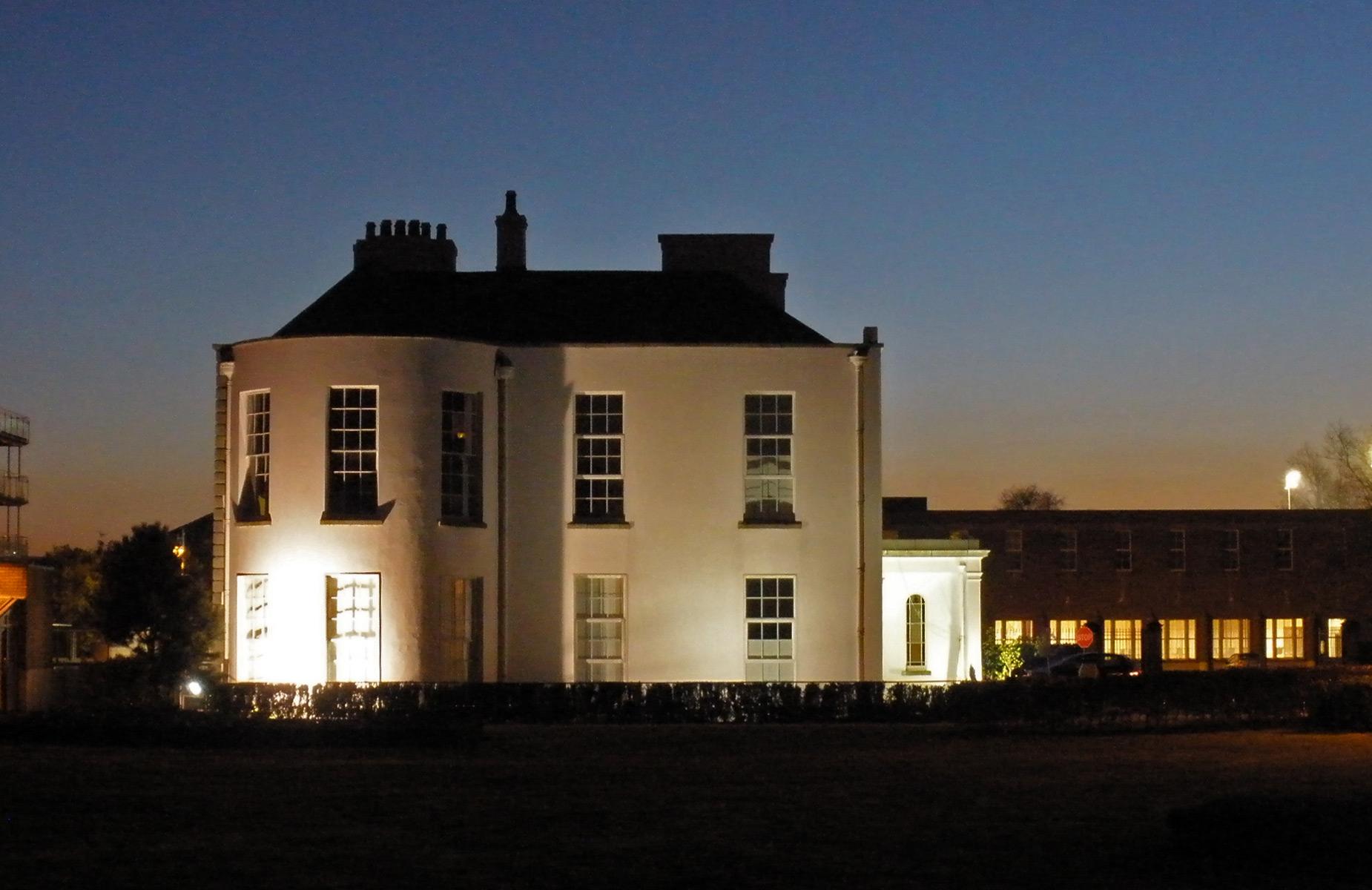
Bushy Park House
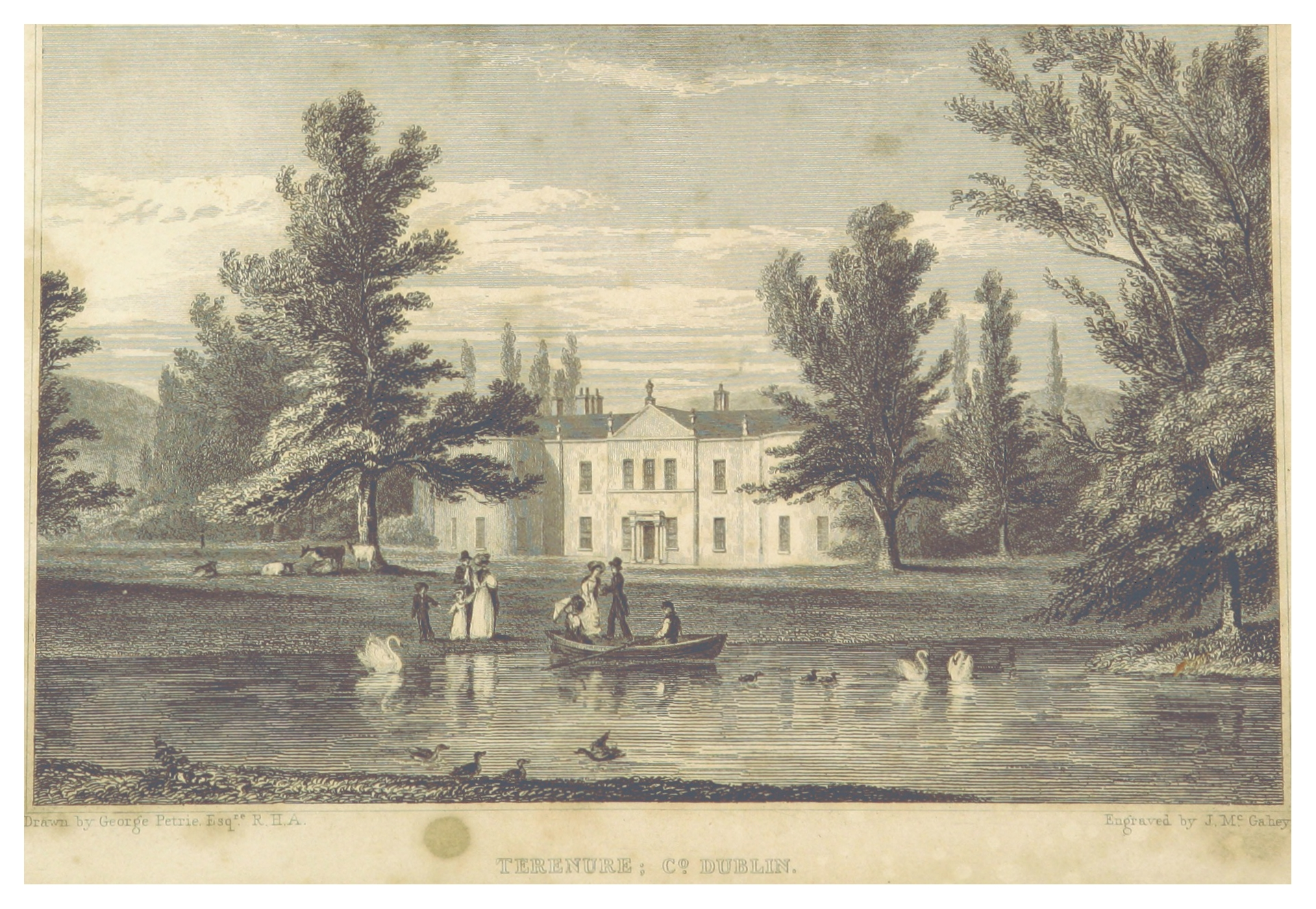
Terenure House (um 1837)
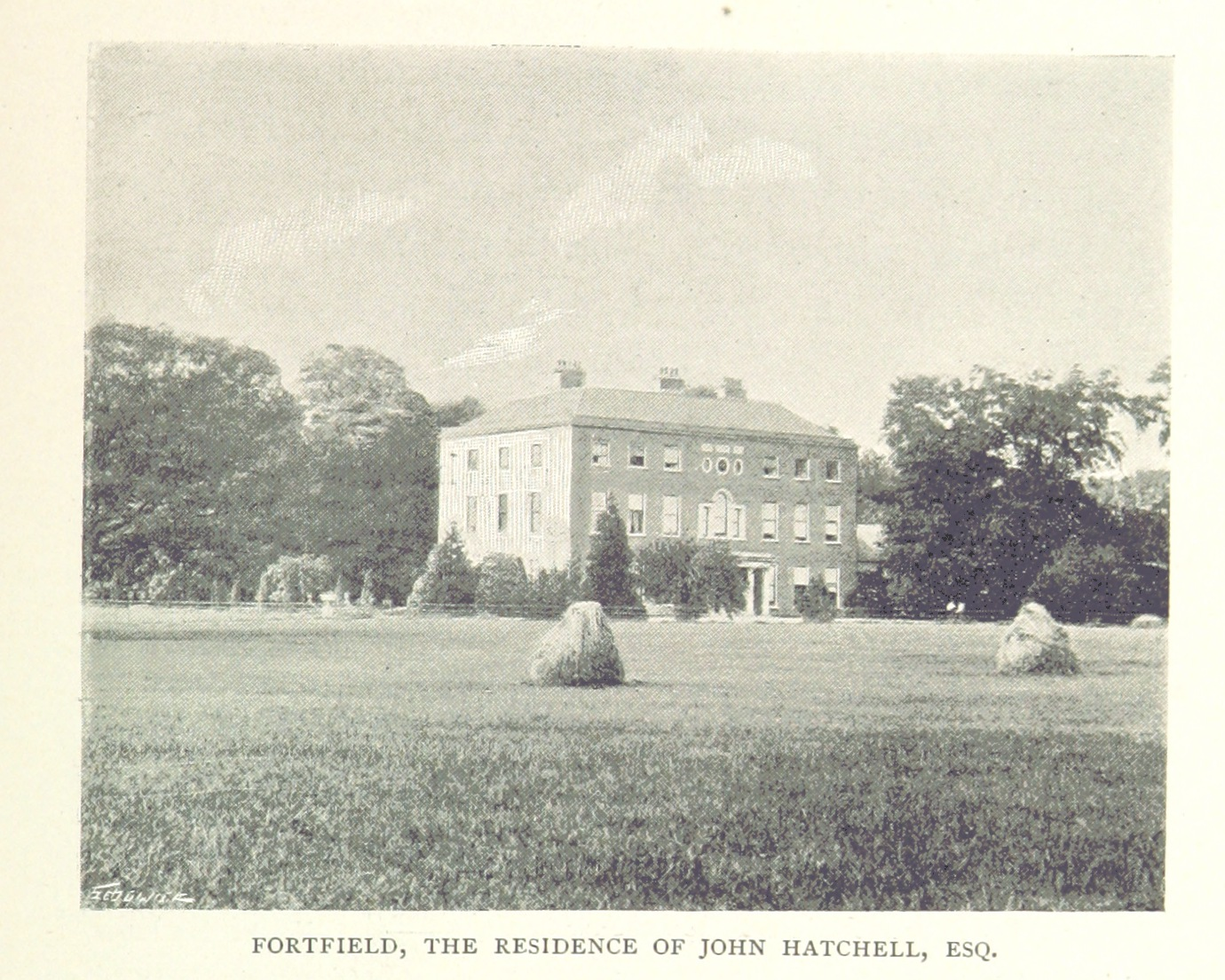
Fortfield House, 19. Jahrhundert